# Sergio Castellitto
Pour les articles homonymes, voir Castellitto.
Sergio Castellitto, né le 18 août 1953 à Rome est un acteur, scénariste et réalisateur italien.

## Biographie
Né à Rome le 18 août 1953 dans une famille originaire du Molise (son père était originaire de Campobasso) et des Abruzzes, il a fréquenté l'Académie nationale d'art dramatique Silvio-D'Amico sans la terminer et a rapidement fait ses débuts au théâtre, travaillant avec d'importants metteurs en scène de l'Arte povera, Aldo Trionfo (it) dans Le Chandelier (1981) de Giordano Bruno et Enzo Muzii dans La Ronde d'Arthur Schnitzler (1985). En 1987, il épouse Margaret Mazzantini, qu'il a rencontrée alors qu'il jouait dans Les Trois Sœurs d'Anton Tchekhov ; il a quatre enfants : Pietro (1991), Maria (1997), Anna (2000) et Cesare (2006). Dans les années 1990, il connaît le succès dans la pièce de Neil Simon, Pieds nus dans le parc (1994) et dans la pièce Recital su Derek Jarman (1995). En 1996, il fait ses débuts en tant que metteur en scène de théâtre avec la pièce Manola, écrite et interprétée par Margaret Mazzantini et Nancy Brilli. En 2004, il a mis en scène et interprété une deuxième pièce de sa femme, Zorro.
Il fait ses débuts au cinéma en 1981 en tant que simple figurant dans Trois frères avec Philippe Noiret. Après quelques films dans lesquels il joue des rôles de second plan, il se fait connaître en tant que protagoniste de plusieurs premières œuvres de jeunes réalisateurs ; une de ses œuvres les plus populaires de ces années-là est Il semble mort ? de Felice Farina, dont il a également co-écrit le scénario. Il se fait connaître du grand public dans les comédies Légers quiproquos de Ricky Tognazzi et Stasera a casa di Alice de Carlo Verdone, et ne dédaigne pas les rôles engagés comme dans La Chair de Marco Ferreri et Le Sourire de ma mère de Marco Bellocchio. Très demandé à l'étranger, il travaille régulièrement en France, comme dans Le Grand Bleu (1988) de Luc Besson, Alberto Express (1990) et Que la lumière soit ! (1998) d'Arthur Joffé, Quadrille (1997) de Valérie Lemercier, À vendre (1998) de Laetitia Masson ou Va savoir (2001) de Jacques Rivette.

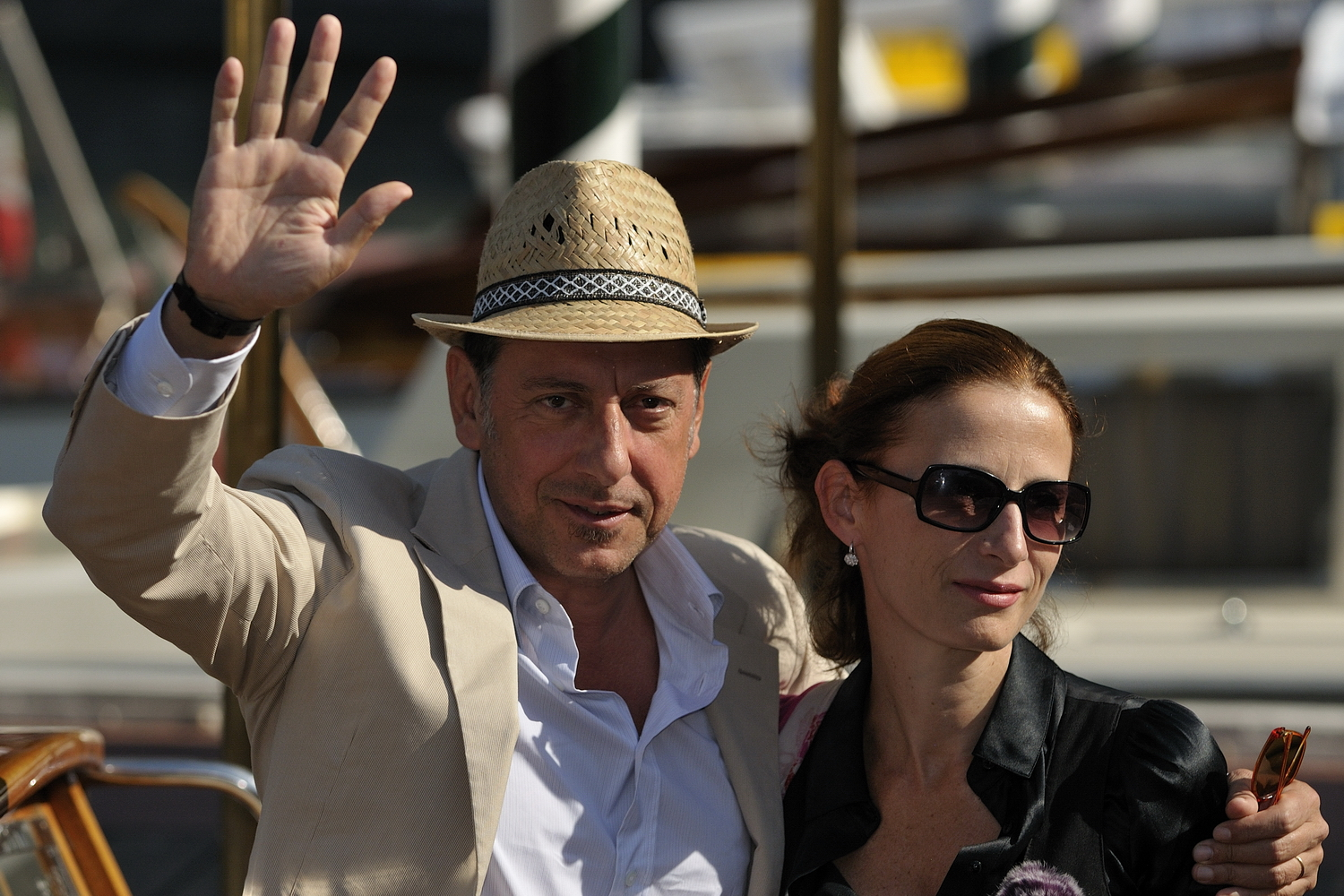
Sergio Castellitto et son épouse Margaret Mazzantini à la Mostra de Venise 2009.

Il a remporté deux Rubans d'argent grâce à La Grande Citrouille (1993) de Francesca Archibugi et Marchand de rêves de Giuseppe Tornatore, ainsi qu'un David di Donatello pour À corps perdus avec Penélope Cruz, adapté du roman Écoute-moi de sa femme Margaret Mazzantini, qu'il a également réalisé et scénarisé. Il ne s'agit cependant pas de ses débuts derrière la caméra puisqu'en 1999, il avait déjà réalisé et joué dans une comédie burlesque, Libero Burro, qui n'avait pas été bien accueillie. En 2006, il revient à la comédie avec Bellocchio dans le film Le Metteur en scène de mariages et travaille pour la première fois avec Gianni Amelio dans le film L'Étoile imaginaire (2006).
Il apparaît pour la première fois sur le petit écran en 1982, mais c'est à partir du milieu des années 1980 que sa présence devient constante. Il obtient un grand succès public dans la série Un cane sciolto, réalisée par Giorgio Capitani, dans laquelle il se métamorphose pour coller au mieux au personnage de juge qu'il interprète. Il a été remarqué pour ses interprétations sensibles dans Padre Pio (it) (2000) et Ferrari (it) (2003), dans lequel il a joué le rôle d'Enzo Ferrari dans un téléfilm biographique en deux parties de Carlos Carlei racontant toute l'histoire du Drake et de Ferrari. Il joue également Gianni dans le téléfilm Victoire ou la Douleur des femmes (2000) de Nadine Trintignant. Il connaîtra également l'échec, en 2004, avec l'interprétation du commissaire Maigret dans la série de deux téléfilms pour Mediaset réalisés par Renato De Maria.
Il est reconnaissable à son visage sérieux qui attire souvent la sympathie ainsi qu'un jeu nerveux qui vire parfois à l'ironie. Emblématique en ce sens est sa prestation dans Caterina va en ville (2003) de Paolo Virzì, où il joue un professeur de lycée médiocre et prolixe, ou sa prestation plus comique dans Il tuttofare (it) de Valerio Attanasio, où il est Toti Bellastella, un homme de loi très élégant, au discours poli et latinisé, en réalité un « monstre » des temps modernes, goujat et vaniteux, qui exerce la profession d'avocat avec une impressionnante absence de scrupules et cache sous l'habitus respectable d'un professeur de droit pénal une vocation congénitale pour la corruption, la compromission, la tromperie, la déférence envers les puissants et le mépris des plus faibles.
Castellitto joue en anglais dans Le Monde de Narnia : Le Prince Caspian (2008) dans le rôle du Roi Miraz, oncle et antagoniste du jeune Caspian. Il rejoue en français pour Jacques Rivette dans 36 Vues du pic Saint-Loup (2008), cette fois aux côtés de Jane Birkin. Il participe en 2019 au film Mafia Inc.  du réalisateur québécois Podz. Il interprète en 2020 l'écrivain Gabriele D'Annunzio dans le film biographique Le Poète et le Dictateur dans lequel joue également Clotilde Courau. En 2021, il tourne à Montmartre Un dragon en forme de nuage dans lequel il interprète le rôle principal face à Bérénice Béjo. Il a eu une expérience de doublage dans l'édition italienne du film d'animation Persepolis, dans lequel il fait la voix du père de Marjane Satrapi. En août 2013, il reçoit le Léopard d'honneur pour l'ensemble de sa carrière lors de la 66e édition du Festival del film Locarno.
Son fils aîné Pietro Castellitto est également acteur et réalisateur.

## Filmographie

### Scénariste
- 1999 : Libero Burro
- 2004 : Maigret: La trappola (TV)
- 2004 : Maigret: L'ombra cinese (TV)
- 2009 : 36 vues du pic Saint-Loup en collaboration avec Pascal Bonitzer et Jacques Rivette

### Réalisateur
- 1999 : Libero Burro
- 2004 : À corps perdus (Non ti muovere)
- 2010 : La bellezza del somaro
- 2012 : Venir au monde (Venuto al mondo)
- 2015 : Nessuno si salva da solo
- 2017 : Fortunata
- 2021 : Un dragon en forme de nuage (Il materiale emotivo)

### Acteur de cinéma
- 1981 : Carcerato d'Alfonso Brescia : un prisonnier
- 1981 : Trois Frères (Tre fratelli) de Francesco Rosi
- 1983 : Le Général de l'armée morte (Il generale dell'armata morta) de Luciano Tovoli : l'expert
- 1984 : Il momento magico de Luciano Odorisio : Roberto
- 1986 : Dolce assenza de Claudio Sestieri : Vittorio
- 1986 : Il semble mort ? (Sembra morto... ma è solo svenuto) de Felice Farina : Romano Duranti
- 1986 : Giovanni Senzapensieri de Marco Colli : Giovanni Senzapensieri
- 1987 : Non tutto rosa d'Amanzio Todini : Ferdinando Altieri
- 1987 : La Famille (La famiglia) d'Ettore Scola : Carletto, en homme
- 1988 : Trois sœurs (Paura e amore) de Margarethe von Trotta : Roberto
- 1988 : Le Grand bleu de Luc Besson : Novelli
- 1989 : Légers quiproquos (Piccoli equivoci) de Ricky Tognazzi : Paolo
- 1990 : Tre colonne in cronaca de Carlo Vanzina : Quinto Cecconi, le journaliste
- 1990 : Una fredda mattina di maggio de Vittorio Sindoni : Ruggero Manni
- 1990 : Alberto Express d'Arthur Joffé : Alberto Capuano
- 1990 : Stasera a casa di Alice de Carlo Verdone : Filippo
- 1991 : La Chair (La carne) de Marco Ferreri : Paolo
- 1991 : Rossini! Rossini! : Gioacchino Rossini, jeune
- 1992 : Nessuno (it) de Francesco Calogero (it) : Elio Tropia
- 1992 : Nero (it) de Giancarlo Soldi (it) : Federico
- 1993 : Toxic Affair de Philippe Esposito : Mmster Ray-Ban
- 1993 : La Grande citrouille (Il grande cocomero) de Francesca Archibugi : Arturo
- 1994 : Les Yeux fermés (Con gli occhi chiusi) de Francesca Archibugi : Alberto
- 1995 : Marchand de rêves (L'uomo delle stelle) de Giuseppe Tornatore : Joe Morelli (Giuseppe Romolo)
- 1996 : Silenzio si nasce de Giovanni Veronesi : Il Forte
- 1996 : Le Cri de la soie d'Yvon Marciano : Gabriel de Villemer
- 1996 : Portraits chinois de Martine Dugowson : Guido
- 1996 : Hotel paura de Renato De Maria : Carlo Ruggeri
- 1997 : Quadrille de Valérie Lemercier : Carl Herickson
- 1997 : Que la lumière soit ! d'Arthur Joffé : Dieu le touriste
- 1998 : À vendre de Laetitia Masson : Luigi Primo
- 1999 : Libero Burro de Sergio Castellito : Libero Burro
- 2001 : Juste un baiser (L'ultimo bacio) de Gabriele Muccino : prof. Eugenio Bonetti
- 2001 : Concurrence déloyale (Concorrenza sleale) d'Ettore Scola : Leone DellaRocca
- 2001 : Laguna de Dennis Berry : Joe Sollazzo
- 2001 : Va savoir de Jacques Rivette : Ugo
- 2001 : Chère Martha (Bella Martha) de Sandra Nettelbeck : Mario
- 2002 : Le Sourire de ma mère (L'ora di religione: Il sorriso di mia madre) de Marco Bellocchio : Ernesto Picciafuocco
- 2003 : Caterina va en ville (Caterina va in città) de Paolo Virzì : Giancarlo Iacovoni
- 2003 : Ne quittez pas ! d'Arthur Joffé : Félix Mandel
- 2004 : À corps perdus (Non ti muovere) de Sergio Castellito : Timoteo
- 2006 : Paris, je t'aime, segment Bastille d'Isabel Coixet : Sergio, le mari
- 2006 : L'Étoile imaginaire (La stella che non c'è) de Gianni Amelio : Vincenzo
- 2006 : Le Metteur en scène de mariages (Il regista di matrimoni) de Marco Bellochio : Franco Elica
- 2008 : Le Monde de Narnia : Le Prince Caspian (The Chronicles of Narnia: Prince Caspian) d'Andrew Adamson : le roi Miraz
- 2008 : Italians (it) de Giovanni Veronesi : Fortunato Polidori
- 2009 : 36 vues du pic Saint-Loup de Jacques Rivette : Vittorio
- 2009 : Alza la testa d'Alessandro Angelini : Mero
- 2009 : Tris di donne e abiti nuziali (it) de Vincenzo Terracciano (it) : Franco Campanella
- 2010 : La bellezza del somaro de Sergio Castellito : Marcello
- 2012 : Venir au monde (Venuto al mondo) de Sergio Castellito : Giuliano
- 2012 : Una famiglia perfetta de Paolo Genovese
- 2014 : La buca de Daniele Ciprì : Oscar
- 2017 : Piccoli crimini coniugali d'Alex Infascelli : Elia
- 2017 : Fortunata de Sergio Castellito : le carabinier
- 2017 : La lucida follia di Marco Ferreri d'Anselma Dell'Olio : lui-même (film documentaire)
- 2018 : Il tuttofare (it) de Valerio Attanasio : Toti Bellastella
- 2018 : Ricchi di fantasia (it) de Francesco Miccichè (it) : Sergio
- 2020 : Mafia Inc. de Daniel Grou : Frank Paterno
- 2020 : Le Poète et le Dictateur (Il cattivo poeta) de Gianluca Jodice : Gabriele D'Annunzio
- 2020 : Il talento del calabrone (it) de Giacomo Cimini (it) : l'auditeur
- 2020 : Nour (it) de Maurizio Zaccaro : Pietro
- 2021 : Un dragon en forme de nuage (Il materiale emotivo) de Sergio Castellitto : Pierre
- 2022 : Dante de Pupi Avati : Boccace
- 2023 : Il più bel secolo della mia vita (it) d'Alessandro Bardani : Gustavo
- 2023 : Enea de Pietro Castellitto : Celeste
- 2024 : Romeo è Giulietta de Giovanni Veronesi : Federico Landi Porrini
- 2024 : Conclave d'Edward Berger : le cardinal Tedesco
- 2026 : Changer l'eau des fleurs de Jean-Pierre Jeunet

### Acteur de télévision
- 1984 : Western di cose nostre
- 1987 : Cinque storie inquietanti (feuilleton)
- 1988 : Cinéma (feuilleton) : Rocco
- 1989 : Come stanno bene insieme
- 1990 : Seul face au crime (Un cane sciolto) : Magistrato De Santis
- 1991 : Un cane sciolto 2 : Magistrato De Santis
- 1993 : L'Affaire Rodani (Un Cane sciolto 3) : Magistrato De Santis
- 1995 : Il grande Fausto (feuilleton) : Fausto Coppi
- 1997 : Pronto : Tommy "the Zip" Bucks
- 1997 : Don Milani - Il priore di Barbiana : Don Lorenzo Milani
- 2000 : Victoire, ou la Douleur des femmes (feuilleton) : Gianni
- 2000 : Padre Pio : Padre Pio da Pietrelcina / Francesco Forgione
- 2003 : Ferrari : Enzo Ferrari
- 2004 : Maigret: La trappola : Jules Maigret
- 2004 : Maigret: L'ombra cinese : Jules Maigret

## Distinctions
- 2009 : meilleur acteur au Festival international du film de Rome pour Alza la testa
- 2013 : Léopard d'honneur au Festival international du film de Locarno
- 2020 : meilleure interprétation masculine dans un rôle de soutien au 22e gala Québec Cinéma pour Mafia Inc.[5]